# Colette Beday
Colette Beday es una deportista francesa que compitió en tiro con arco, en la modalidad de arco recurvo. Ganó dos medallas en el Campeonato Mundial de Tiro con Arco al Aire Libre, plata en 1947 y bronce en 1949.

## Palmarés internacional
| Campeonato Mundial al Aire Libre | Campeonato Mundial al Aire Libre | Campeonato Mundial al Aire Libre | Campeonato Mundial al Aire Libre |
| Año                              | Lugar                            | Medalla                          | Prueba                           |
| -------------------------------- | -------------------------------- | -------------------------------- | -------------------------------- |
| 1947                             | Praga (Checoslovaquia)           | Medalla de plata                 | Equipo                           |
| 1949                             | París (Francia)                  | Medalla de bronce                | Equipo                           |